# Moi les hommes, je les déteste
Moi les hommes, je les déteste est un essai de l'autrice féministe française Pauline Harmange. Il paraît le 19 août 2020 aux éditions Monstrograph, et est initialement imprimé à 450 exemplaires, puis à 500 exemplaires supplémentaires. Une menace de censure d’un chargé de mission au ministère français de l'Égalité femmes-hommes le jour de sa sortie attire l’attention et crée une publicité involontaire pour l’ouvrage.

## Contexte

### Inspirations et travail d'écriture
En 2018, Pauline Harmange est diplômée en communication et travaille en indépendante. En juillet 2019, elle écrit un article sur son blog sur son épuisement face aux exigences de la société patriarcale vis-à-vis des femmes,. Martin Page et Coline Pierré, les éditeurs de Monstrograph voient l’article et lui proposent d’en écrire un livre.

### Publication et ventes
L’ouvrage paraît le 19 août 2020 aux éditions Monstrograph, initialement imprimé à 450 exemplaires,, puis à 500 exemplaires supplémentaires. Le jour de sa sortie, Ralph Zurmély, chargé de mission au ministère français de l'Égalité femmes-hommes, envoie un email à la maison d’édition en utilisant son compte professionnel. Il n’a pas lu le livre, mais écrit qu’il est « évident » que le livre est « une ode à la misandrie » et un « appel à la haine », et demande le retrait de l’ouvrage en menaçant de poursuites judiciaires. La menace de censure et de poursuite crée involontairement une publicité de l'ouvrage,. Monstrograph tire de nouveau 1 800 exemplaires supplémentaires, mais est contraint de cesser la publication, la maison d'édition associative et bénévole ne pouvant tenir la cadence. Il ressort aux Éditions du Seuil le 1er octobre de la même année. Devant la polémique, la ministre chargé des Droits des femmes Élisabeth Moreno annonce condamner un « acte isolé », et avoir muté Zurmély à un autre poste, à sa demande. En janvier 2021, 20 000 exemplaires avaient été vendus.

## Thématiques
Cet essai s'inspire des expériences personnelles de l'autrice, des injustices et comportements irrespectueux subis en tant que femme, qu'elle corrobore avec des nombreux témoignages et statistiques, notamment sur les violences contre les femmes. La misandrie défendue par l'auteure est un appel à la fin d'une naïveté qui consisterait à défendre les droits des femmes sans comprendre la part de responsabilité des hommes et de leurs comportements dans les inégalités de genre. Les responsables visés sont les hommes qui participent activement à entretenir et à perpétuer un système patriarcal, mais aussi ceux qui l'acceptent avec passivité et « s'en lavent les mains » car ils en bénéficient. 
Rappelant l'évidence que les hommes et leur « virilisme » posent problème pour la société, et en particulier pour les femmes, elle en conclut qu'« il n'y a plus vraiment de raison de les apprécier par défaut ». La suite du raisonnement de Pauline Harmange est un appel à la « déconstruction », pas seulement des hommes (à l'instar de Sandrine Rousseau un an plus tard), mais aussi des femmes et des injonctions sociales que la plupart auraient intériorisées via leur éducation. Comme le sentiment de devoir plaire aux hommes alors qu'être en relation avec eux n'a « rien d'un dû », ou le rôle qui leur est attribué dans le couple et dans la famille de désamorcer les conflits et de veiller au bien-être des autres.
Pauline Harmange rappelle par ailleurs que les inégalités hommes-femmes dans la sphère privée se répercutent dans la sphère publique, économique (notamment les inégalités salariales) et politique ; ce qui implique que la lutte pour l'égalité doit aussi se mener à l'échelle individuelle et quotidienne. La misandrie est dès lors défendue comme un moyen pour les femmes de reprendre confiance en elles et la place qu'elles méritent dans la société en prenant conscience que la plupart des « hommes médiocres » ont tendance à se surestimer, notamment sur le marché du travail. C'est enfin un appel à une sororité consistant pour les femmes à chercher dans des relations de solidarité et d'entraides mutuelles des ressources pour défendre leurs droits et leur sécurité, plutôt que rechercher la protection des hommes.
La mise en application de cette « misandrie » ne consisterait pour les femmes ni à combattre les hommes, ni à les éduquer, mais à minimiser l'importance qu'elles leur accordent. Les hommes sont moins décrits comme des adversaires – ce livre n'est donc pas un appel à la haine malgré son titre – que comme des figurants tout à fait dispensables. Cet épanouissement en non-mixité ressemble à une libération trop longtemps repoussée à des lendemains qui n'arrivent jamais.

## Citations
« Tant qu'il y aura des hommes misogynes, des hommes qui s'en lavent les mains et une société qui les accepte et les encourage, il y aura des femmes qui, lassées, refuseront des faire encore les frais de relations épuisantes et parfois même dangereuses. »

## Réception critique
Pour Madeleine Meteyer (journaliste au Figaro), le livre « à force de nuances, de préventions, de précautions, […] n’est pas si bête que son titre ». Le constat de Pauline Harmange lui donne « alternativement envie de bâiller (certains hommes sont des tanches, d’autres des salauds, quelle découverte) et de distribuer des accolades aux femmes qui ont souffert par leur faute ». Pour elle, le « pamphlet révolutionnaire de l’automne » est « une ode aux rituels stéréotypés qui incitent les femmes à parler à voix basse, loin des hommes, de chiffons ». 
Catherine Lalonde considère que si Pauline Harmange se dit misandre, son livre ne l’est pas. Il est « un appel à recentrer l’attention des femmes ailleurs que sur les hommes, à trouver la puissance de l’entre-femmes, de la solidarité ». Benjamin Luis du journal RTS parle d'un « petit opuscule au titre racoleur, désormais promis à un destin planétaire ». Le journaliste Erwan Cario de Libération décrit « un pamphlet jubilatoire qui se lit d'un trait », dans lequel « le ton est posé, les phrases ciselées et l'argumentaire solide. ».

## Traductions
Les droits de traduction du livre sont achetés pour 17 langues. Il est traduit en allemand, en anglais, en italien, en hongrois, en espagnol et en catalan.
La maison d'éditions britannique Fourth Estate le publie en novembre 2020 sous le titre I Hate Men.
En Allemagne, il est publié sous le nom Ich hasse Männer (Je déteste les hommes) par Rowohlt, le 17 novembre 2020.
Aux États-Unis, HarperCollins le publie le 19 janvier dans une traduction de Natasha Lehrer.